# Pantanos de la Florida
Los pantanos de la Florida (en inglés: Florida swamps)  incluyen una variedad de hábitats de humedales. Debido a su alto nivel freático,  precipitaciones importantes, y su a menudo geografía plana, el estado de la Florida al sur de los Estados Unidos tienen una proliferación de zonas pantanosas, algunas de ellas únicas en el estado.
Incluyen pantanos arenosos, llanuras inundables, pantanos Titi, y pantanos de manglar.
- El Pantano Green o Verde (incluyendo la Reserva de Vida Silvestre del Pantano Green), en el Condado de Polk.
- Los Everglades.
- El Santuario del Pantano Corkscrew en el suroeste de Florida al norte de Naples.
- El Pantano de Okefenokee, en la frontera entre los estados de Georgia y Florida.
- El Pantano de Barley Barber.